# 세상을 바꾸는 퀴즈
《세상을 바꾸는 퀴즈》는 MBC TV에서 방영된 텔레비전 프로그램이며 2008년 5월 25일부터 2015년 11월 6일까지 방영되었다.

## 역사
- 《일요일 일요일 밤에》의 한 코너로 편성되었다가, 2009년 4월 4일부터 2015년 11월 6일까지 별개의 텔레비전 프로그램으로 분리하여 방송되었다,
- 《일요일 일요일 밤에》의 한 코너로 편성될 당시에는 애초 이휘재, 정선희 공동 MC 체제로 구성될 예정이었으나[1] 정선희가 개인사정 때문에 고사하자 패널이었던 박미선, 김구라가 공동 진행자로 발탁됐다.
- 당초 김용만이 남자 MC 물망에 올랐으나[2] 개인사정으로 고사했으며 김제동에게도 남자 진행자 제안[3]이 갔었다.

- 《세상을 바꾸는 퀴즈》는 약칭은 세바퀴라고 부른다.
- 2015년 10월 26일, MBC 관계자는 《세바퀴》와 《경찰청 사람들 2015》의 종영이 확정됐다고 밝혔다. 관계자에 따르면 논의 중이던 내용대로 《능력자들》이 기존 《세바퀴》 방송 시간인 금요일 오후 11시, 《위대한 유산》은 《경찰청 사람들 2015》가 방송되고 있는 목요일 오후 11시 편성됐다.

## 방송 시간
| 방송 채널 | 방송 기간                         | 방송 시간                    | 비고           |
| --------- | --------------------------------- | ---------------------------- | -------------- |
| MBC TV    | 2008년 5월 25일 ~ 2009년 3월 22일 | 매주 일요일 밤 5:10 ~ 6:20   | 일밤 코너 편성 |
| MBC TV    | 2009년 4월 4일 ~ 2009년 4월 25일  | 매주 토요일 밤 10:35 ~ 11:55 | 독립 편성      |
| MBC TV    | 2009년 5월 2일 ~ 2009년 8월 29일  | 매주 토요일 밤 9:45 ~ 10:40  | 독립 편성      |
| MBC TV    | 2009년 9월 5일 ~ 2010년 10월 30일 | 매주 토요일 밤 10:45 ~ 11:55 | 독립 편성      |
| MBC TV    | 2010년 11월 6일 ~ 2015년 4월 18일 | 매주 토요일 밤 11:15 ~ 12:30 | 독립 편성      |
| MBC TV    | 2015년 5월 1일 ~ 2015년 11월 6일  | 매주 금요일 밤 10:00 ~ 11:10 | 독립 편성      |

## 역대 MC

### 고정 MC
| 진행자 | 진행 기간                                                          |
| ------ | ------------------------------------------------------------------ |
| 이휘재 | 2008년 5월 25일 ~ 2014년 11월 22일                                 |
| 박미선 | 2008년 5월 25일 ~ 2014년 11월 22일                                 |
| 김구라 | 2008년 5월 25일 ~ 2012년 5월 5일 2013년 11월 9일 ~ 2015년 11월 6일 |
| 박명수 | 2013년 1월 19일 ~ 2013년 9월 14일                                  |
| 서장훈 | 2014년 11월 29일 ~ 2015년 8월 7일                                  |
| 이유리 | 2014년 11월 29일 ~ 2015년 1월 31일                                 |
| 육중완 | 2014년 11월 29일 ~ 2015년 4월 18일                                 |
| 신동엽 | 2014년 11월 29일 ~ 2015년 11월 6일                                 |

### 스페셜 MC
| 진행자 | 진행 기간                 |
| ------ | ------------------------- |
| 김현주 | 2013년 7월 13일, 7월 20일 |
| 정은지 | 2013년 9월 21일           |
| Key    | 2013년 9월 28일           |
| 써니   | 2013년 10월 5일           |
| 아이유 | 2013년 10월 19일          |
| 임슬옹 | 2013년 10월 26일          |
| 이준   | 2013년 11월 2일           |

## 패널(고정 출연자, 이전 출연자)
- 지상렬
- 김태현
- 김효진
- 조형기
- 조혜련
- 김지선
- 이경실
- 선우용여
- 양희은
- 조권
- 김현철
- 이창훈
- 김준희
- 이윤석
- 정준하
- 김신영
- 박경림
- 박소현
- 임예진
- 성대현
- 장도연
- 박나래
- 크리스 존슨
- 도희
- 홍진영
- 조세호
- 이경애
- 김학래
- 안문숙

## 역대 코너
- 객관식 퀴즈 : 자료 화면이 배경인 퀴즈를 내면 출연진이 해결하는 코너.
- 기초상식퀴즈
- 문자 보내기 : 출연진들이 배우자에게 특정한 문자를 보내어 답글을 읽는 코너.
- 두 단어 퀴즈 : 의미가 비슷한 두 단어의 차이점을 맞히는 코너.
- 과거사 퀴즈
- 싸움의 기술
- 의성어 퀴즈
- 댄스퀴즈
- 셀프퀴즈
- 세대공감 퀴즈
- 구라의 명곡
- 페이스 오프 : 어떤 연예인 사진을 보여준후 다른 사람의 신체부위가 바뀐다 누구의 신체부위인지 맞힌다
- 줄을 서시오
- 시인의 마을 : 출연진들이 제작진이 미리 숙제로 내준 창작시를 읽는 코너.
- 다짜고짜 스피드퀴즈 : 출연진이 지인에게 전화를 걸어 문제를 해결하는 코너.
- 서바이벌 인생 퀴즈 : 두 가지 인생을 놓고 국민들에게 설문조사를 해서 어떤 쪽을 더 많이 선택했는지 맞히는 게임
- 다짜고짜 영상퀴즈 : 영상통화로 국민들과 함께 푸는 스피드 퀴즈.
- 박명수의 돌직구 쇼 : 박명수와 이휘재가 매번 게스트를 불러다가 질문을 던지는데, 박명수가 그 대상(인물)에게 실제론 일어나지 않은 일을 가지고 말그대로 돌직구식으로 질문을 날려서 진실공방을 가려낸다.
- 우리 가족을 소개합니다 : 아무도 모르게 찾아온 스타의 가족을 만나보는 코너.

## 편성 변경

### 2008년
- 9월 14일 : 우리 결혼했어요 추석특집 편성으로 인한 결방
- 10월 27일 : MBC 스포츠 한국시리즈 5차전 두산 베어스 VS SK 와이번스 중계방송으로 인한 결방

### 2009년
- 3월 8일 : WBC 대한민국 대 중국 경기 중계방송으로 인한 결방
- 5월 23일 : 노무현 前 대통령 서거로 인한 결방

### 2010년
- 4월 3일 : 천안함 피격 사건으로 인한 결방
- 4월 10일 : MBC 노조 총파업으로 인한 결방
- 4월 17일 : MBC 파업으로 인한 결방에 따라 비교체험 여행기 그곳에서 살아보기란 프로그램으로 대체
- 5월 1일 : MBC 파업으로 인한 결방에 따라 스페셜방송으로 대체
- 11월 13일 : 광저우 아시안게임 중계방송으로 인한 결방
- 11월 20일 : 광저우 아시안게임 중계방송으로 인한 결방에 따라 예정보다 1시간 늦게 방송

### 2011년
- 4월 23일 : 4.27 후보 토론 편성으로 인한 결방
- 12월 31일 : MBC 가요대제전 편성으로 인한 결방

### 2012년
- 4월 28일 : 한류 콘서트 편성으로 인한 결방
- 7월 28일 ~ 8월 11일 : 런던 하계 올림픽 중계방송으로 인한 결방
- 12월 29일 : MBC 연예대상 편성으로 인한 결방

### 2013년
- 10월 12일 : 대한민국 축구 국가대표 브라질전 중계방송으로 인한 결방
- 12월 7일 : 김연아 '2013 골든 스핀 오브 자그레브' 여자 싱글 프리 중계방송으로 인한 결방
- 12월 21일 : 류현진 토크쇼 '99쇼코리안몬스터' 특집 편성으로 인한 결방

### 2014년
- 2월 15일, 2월 22일 : 소치 동계 올림픽 중계방송으로 인한 결방
- 4월 19일 : 진도 여객선 침몰 사고로 인한 결방
- 5월 10일 : 파일럿프로그램 <<백투더스쿨>> 편성으로 인한 결방
- 10월 4일 : 인천아시안게임 폐막식 중계방송으로 인한 결방
- 10월 25일 : 2014 서태지 컴백쇼 크리스말로윈 편성으로 인한 결방

### 2015년
- 2월 28일 : 파일럿 프로그램 마이 리틀 텔레비전 편성으로 인한 결방
- 8월 14일 : 광복 70주년 2015 DMZ 평화콘서트 특집 편성으로 인한 결방
- 9월 11일 : 2015 DMC 페스티벌 복면가왕 편성으로 인한 결방
- 9월 25일 : 추석특집 듀엣가요제 8+ 편성으로 인한 결방

## 패러디
- 《하땅사》(하늘도 웃고 땅도 웃고 사람도 웃는다)에서 〈세상을 바꾸는 퀴즈〉라는 코너를 방송하였다.
- 2010년 6월 2일에는 지방선거일을 맞아 《선택 2010 제5회 전국동시지방선거 개표방송》의 한 코너로 〈투표를 바꾸는 퀴즈〉를 방송하였다.

## 출판
- 2010년 12월 2일 《별난 사람들의 별나지 않은 그 집 이야기》 도서출판 우린 ISBN 9788996540106

## 시청률

### 2009년
- 4월 4일 : 13.6%
- 4월 25일 : 16.5%
- 5월 2일 : 12.8%
- 5월 9일 : 12.0%
- 5월 16일 : 10.9%
- 5월 30일 : 10.9%
- 6월 6일 : 10.5%
- 6월 13일 : 11.6%
- 6월 20일 : 10.9%
- 6월 27일 : 10.2%
- 7월 4일 : 10.1%
- 7월 11일 : 12.2%
- 7월 18일 : 12.2%
- 7월 25일 : 9.2%
- 8월 1일 : 13.0%
- 8월 8일 : 16.2%
- 8월 15일 : 13.5%
- 8월 22일 : 14.9%
- 8월 29일 : 14.5%
- 9월 5일 : 15.9%
- 9월 12일 : 14.5%
- 9월 19일 : 14.3%
- 9월 26일 : 16.6%
- 10월 3일 : 15.4%
- 10월 10일 : 17.4%
- 10월 17일 : 16.5%
- 10월 24일 : 15.5%
- 10월 31일 : 19.0%
- 11월 7일 : 18.2%
- 11월 14일 : 18.1%
- 11월 21일 : 16.4%
- 11월 28일 : 15.8%
- 12월 5일 : 15.4%
- 12월 12일 : 18.3%
- 12월 19일 : 18.2%
- 12월 26일 : 14.6%

### 2010년
- 1월 2일 : 19.4%
- 1월 9일 : 21.5%
- 1월 16일 : 21.2%
- 1월 23일 : 24.9%
- 1월 30일 : 24.4%
- 2월 6일 : 25.1%
- 2월 13일 : 19.4%
- 2월 20일 : 23.3%
- 2월 27일 : 18.2%
- 3월 6일 : 21.2%
- 3월 13일 : 20.6%
- 3월 20일 : 21.9%
- 4월 10일 : 19.3%
- 4월 24일 : 18.1%
- 5월 22일 : 18.5%
- 5월 29일 : 15.2%
- 6월 5일 : 18.2%
- 6월 12일 : 17.1%
- 6월 19일 : 16.7%
- 6월 26일 : 6.4%
- 7월 3일 : 12.6%
- 7월 10일 : 20.7%
- 7월 17일 : 20.2%
- 7월 24일 : 19.5%
- 7월 31일 : 17.4%
- 8월 7일 : 20.5%
- 8월 14일 : 20.2%
- 8월 21일 : 20.3%
- 8월 28일 : 19.5%
- 9월 4일 : 18.1%
- 9월 11일 : 18.2%
- 9월 18일 : 17.5%
- 9월 25일 : 17.1%
- 10월 2일 : 18.0%
- 10월 9일 : 18.2%
- 10월 16일 : 16.1%
- 10월 23일 : 16.7%
- 10월 30일 : 16.9%
- 11월 6일 : 15.3%
- 11월 20일 : 15.3%
- 11월 27일 : 16.9%
- 12월 4일 : 18.8%
- 12월 11일 : 18.0%
- 12월 18일 : 17.2%
- 12월 25일 : 12.1%

### 2011년
- 1월 1일 : 20.2%
- 1월 8일 : 21.9%
- 1월 15일 : 20.1%
- 1월 22일 : 18.7%
- 1월 29일 : 18.6%
- 2월 5일 : 17.3%
- 2월 12일 : 16.9%
- 2월 19일 : 20.2%
- 2월 26일 : 18.1%
- 3월 5일 : 17.4%
- 3월 12일 : 14.6%
- 3월 19일 : 16.0%
- 3월 26일 : 18.3%
- 4월 2일 : 16.6%
- 4월 9일 : 14.6%
- 4월 16일 : 15.0%
- 4월 23일 : 17.0%
- 4월 30일 : 15.1%
- 5월 7일 : 13.6%
- 5월 14일 : 16.8%
- 5월 21일 : 18.5%
- 5월 28일 : 17.1%
- 6월 4일 : 16.4%
- 6월 11일 : 16.9%
- 6월 18일 : 17.2%
- 6월 25일 : 16.5%
- 7월 2일 : 16.5%
- 7월 9일 : 18.7%
- 7월 16일 : 17.0%
- 7월 23일 : 15.7%
- 7월 30일 : 12.7%
- 8월 6일 : 15.5%
- 8월 13일 : 15.7%
- 8월 20일 : 13.1%
- 8월 27일 : 14.2%
- 9월 3일 : 14.4%
- 9월 10일 : 11.5%
- 9월 17일 : 14.2%
- 9월 24일 : 13.7%
- 10월 1일 : 13.5%
- 10월 8일 : 13.9%
- 10월 15일 : 14.5%
- 10월 22일 : 14.2%
- 10월 29일 : 13.4%
- 11월 5일 : 15.2%
- 11월 12일 : 12.5%
- 11월 19일 : 13.6%
- 11월 26일 : 14.8%
- 12월 3일 : 13.5%
- 12월 10일 : 13.4%
- 12월 17일 : 14.3%
- 12월 24일 : 12.8%

### 2012년
- 1월 7일 : 14.9%
- 1월 14일 : 15.3%
- 1월 21일 : 15.6%
- 1월 28일 : 16.2%
- 2월 4일 : 12.7%
- 2월 11일 : 13.2%
- 2월 18일 : 12.3%
- 2월 25일 : 13.1%
- 3월 3일 : 13.7%
- 3월 10일 : 14.0%
- 3월 17일 : 13.6%
- 3월 24일 : 12.6%
- 3월 31일 : 11.5%
- 4월 7일 : 13.5%
- 4월 14일 : 12.1%
- 4월 21일 : 12.1%
- 5월 5일 : 13.1%
- 5월 12일 : 13.0%
- 5월 19일 : 13.4%
- 5월 26일 : 12.3%
- 6월 2일 : 11.2%
- 6월 9일 : 10.7%
- 6월 16일 : 10.7%
- 6월 23일 : 11.2%
- 6월 30일 : 12.0%
- 7월 7일 : 10.8%
- 7월 14일 : 10.9%
- 7월 21일 : 10.2%
- 8월 18일 : 11.3%
- 8월 25일 : 11.1%
- 9월 1일 : 10.7%
- 9월 8일 : 12.1%
- 9월 15일 : 10.8%
- 9월 22일 : 10.9%
- 9월 29일 : 8.9%
- 10월 6일 : 10.8%
- 10월 13일 : 10.7%
- 10월 20일 : 9.6%
- 10월 27일 : 9.7%
- 11월 3일 : 11.6%
- 11월 10일 : 11.7%
- 11월 17일 : 10.3%
- 11월 24일 : 9.8%
- 12월 1일 : 10.5%
- 12월 8일 : 미집계
- 12월 15일 : 미집계
- 12월 22일 : 미집계

### 2013년
- 1월 5일 : 11.3%
- 1월 12일 : 11.9%
- 1월 19일 : 11.5%
- 1월 26일 : 9.5%
- 2월 2일 : 11.3%
- 2월 9일 : 7.6%
- 2월 16일 : 10.2%
- 2월 23일 : 9.8%
- 3월 2일 : 9.4%
- 3월 9일 : 9.0%
- 3월 16일 : 9.0%
- 3월 23일 : 10.1%
- 3월 30일 : 11.00%
- 4월 6일 : 9.0%
- 4월 13일 : 9.3%
- 4월 20일 : 8.5%
- 4월 27일 : 9.7%
- 5월 4일 : 9.0%
- 5월 11일 : 9.5%
- 5월 18일 : 7.6%
- 5월 25일 : 8.4%
- 6월 1일 : 9.0%
- 6월 8일 : 9.6%
- 6월 15일 : 11.0%
- 6월 22일 : 11.1%
- 6월 29일 :8.3%
- 7월 6일 : 8.8%
- 7월 13일 : 8.2%
- 7월 20일 : 9.9%
- 7월 27일 : 9.0%
- 8월 3일 : 7.9%
- 8월 10일 : 8.7%
- 8월 17일 : 9.5%
- 8월 24일 : 9.1%
- 8월 31일 : 8.2%
- 9월 7일 : 8.4%
- 9월 14일 : 8.5%
- 9월 21일 : 7.3%
- 9월 28일 : 7.3%
- 10월 5일 : 7.8%
- 10월 19일 : 미집계
- 10월 26일 : 7.2%
- 11월 2일 : 미집계
- 11월 9일 : 6.9%
- 11월 16일 : 8.0%
- 11월 23일 : 6.8%
- 11월 30일 : 7.2%
- 12월 14일 : 8.6%
- 12월 21일 : 미집계
- 12월 28일 : 7.1%

### 2014년
- 1월 4일 : 8.3%
- 1월 11일 : 7.2%
- 1월 18일 : 미집계
- 1월 25일 : 8.7%
- 2월 1일 : 11.0%
- 2월 8일 : 8.5%
- 2월 15일 : 미집계
- 2월 22일 : 미집계
- 3월 1일 : 9.0%
- 3월 8일 : 7.8%
- 3월 15일 : 9.2%
- 3월 22일 : 미집계
- 3월 29일 : 9.2%
- 4월 5일 : 10.2%
- 4월 12일 : 미집계
- 4월 26일 : 7.7%
- 5월 3일 : 6.7%
- 5월 10일 : 미집계
- 5월 17일 : 7.1%
- 5월 24일 : 7.1%
- 5월 31일 : 9.4%
- 6월 7일 : 8.0%
- 6월 14일 : 6.7%
- 6월 21일 : 미집계
- 6월 28일 : 미집계
- 7월 5일 : 미집계
- 7월 12일 : 미집계
- 7월 19일 : 7.1%
- 7월 26일 : 미집계
- 8월 2일 : 미집계
- 8월 9일 : 6.5%
- 8월 16일 : 미집계
- 8월 23일 : 6.7%
- 8월 30일 : 6.9%
- 9월 6일 : 8.5%
- 9월 13일 : 미집계
- 9월 20일 : 미집계
- 9월 27일 : 미집계
- 10월 4일 : 미집계
- 10월 11일 : 6.5%
- 10월 18일 : 미집계
- 10월 25일 : 미집계
- 11월 1일 : 미집계
- 11월 8일 : 6.8%
- 11월 15일 : 7.4%
- 11월 22일 : 7.4%
- 11월 29일 : 6.8%
- 12월 6일 : 미집계
- 12월 13일 : 미집계
- 12월 20일 : 미집계
- 12월 27일 : 미집계

### 2015년
- 1월 3일 : 미집계
- 1월 10일 : 미집계
- 1월 17일 : 6.7%
- 1월 24일 : 6.9%
- 1월 31일 : 6.8%
- 2월 7일 : 6.6%
- 2월 14일 : 7.0%
- 2월 21일 : 8.6%
- 2월 28일 : 미집계
- 3월 7일 : 8.3%
- 3월 14일 : 미집계
- 3월 21일 : 7.1%
- 3월 28일 : 6.9%
- 4월 4일 : 6.3%
- 4월 11일 : 6.4%
- 4월 18일 : 5.7%
- 5월 1일 : 5.8%
- 5월 8일 : 6.2%
- 5월 15일 : 5.0%
- 5월 22일 : 4.6%
- 5월 29일 : 3.6%
- 6월 5일 : 4.5%
- 6월 12일 : 4.6%
- 6월 19일 : 4.7%
- 6월 26일 : 4.5%
- 7월 3일 : 5.5%
- 7월 10일 : 4.3%
- 7월 17일 : 5.1%
- 7월 24일 : 5.2%
- 7월 31일 : 4.2%
- 8월 7일 : 4.4%
- 8월 21일 : 4.2%
- 8월 28일 : 5.3%
- 9월 4일 : 4.8%
- 9월 18일 : 5.1%
- 10월 2일 : 5.5%
- 10월 9일 : 3.5%
- 10월 16일 : 4.9%
- 10월 23일 : 4.6%
- 10월 30일 : 6.0%
- 11월 6일 : 4.9%

## 같이 보기
- 두뇌왕 아인슈타인 (KBS 2TV)
- 퀴즈 천하통일 (EBS 1TV)
- 유쾌한 스튜디오, 전파견문록 (MBC TV)

## 특이 사항
- 설날이나, 추석 명절 때는 토요일이 아닌 연휴 기간에 〈세상을 바꾸는 퀴즈 종합선물세트〉가 방송된다.
- 2010년에 평균 시청률은 17.8퍼센트로, 예능 프로그램 부문 2위를 차지하였다.[4]
- 전임 여자 진행자 박미선은 SBS 스타부부쇼 자기야 여자 MC 물망에 한때 거론되었으나 이 프로그램과 해당 프로그램 포맷이 비슷하다는 이유[5]로 제외되었다.
- 평균 100회 내외의 반말과 비속어 등을 남발하며 방송심의규정을 위반해 방송통신심의위원회로부터 '권고' 조치를 받았다[6].